# 1977 في جمهورية أيرلندا
فيما يلي قوائم الأحداث التي وقعت خلال عام 1977 في جمهورية أيرلندا.

## سياسة

### تعيين في المنصب
- 1 يوليو – جاريت فيتزجيرالد زعيم فاين جايل [الإنجليزية]‏،نائب دييل.
- 5 يوليو – ألبرت رينولدز نائب دييل.
- 5 يوليو – إندا كيني نائب دييل.
- 5 يوليو – بادريج فولكنر نائب دييل.
- 5 يوليو – بيرتي أهرن نائب دييل.
- 5 يوليو – تشارلز هوهي وزير الصحة [الإنجليزية]‏، Minister for Social Protection [الإنجليزية]‏، نائب دييل.
- 5 يوليو – توماس فيتزباتريك نائب دييل.
- 5 يوليو – جاك لينش نائب دييل، تاوسيتش.
- 5 يوليو – جون أوكونيل نائب دييل.
- 5 يوليو – جون بروتون نائب دييل.
- 5 يوليو – سيل دي فاليرا نائب دييل.
- 5 يوليو – شون تريسي نائب دييل.
- 5 يوليو – شيموس باتيسون نائب دييل.
- 5 يوليو – مايكل أوليري نائب دييل.
- 5 يوليو – مايكل سميث نائب دييل.
- 5 يوليو – مايكل كينيدي وزير الخارجية والتجارة [الإنجليزية]‏، نائب دييل.
- 1 أكتوبر – ماري هارني عضو مجلس الشيوخ من أيرلندا.

### انتهاء فترة المنصب
- 25 مايو – إندا كيني نائب دييل.
- 25 مايو – بادريج فولكنر نائب دييل.
- 25 مايو – تشارلز هوهي نائب دييل.
- 25 مايو – توماس فيتزباتريك نائب دييل.
- 25 مايو – جاريت فيتزجيرالد نائب دييل،وزير الخارجية والتجارة [الإنجليزية]‏.
- 25 مايو – جاك لينش نائب دييل،زعيم المعارضة [الإنجليزية]‏.
- 25 مايو – جون أوكونيل نائب دييل.
- 25 مايو – جون بروتون نائب دييل.
- 25 مايو – دينيس جونز نائب دييل.
- 25 مايو – شون تريسي نائب دييل.
- 25 مايو – شيموس باتيسون نائب دييل.
- 25 مايو – مايكل أوليري نائب دييل.
- 25 مايو – مايكل كينيدي نائب دييل.

## مواليد

### مارس
- 3 مارس – رونان كيتينغ

### أبريل
- 16 أبريل – إيلين والش ممثلة أيرلندية.

### يونيو
- 21 يونيو – مايكل غوميز ملاكم أيرلندي.

### يوليو
- 27 يوليو – جوناثان ريس مايرز ممثل أيرلندي.[1]

### أغسطس
- 31 أغسطس – إيان هارت لاعب كرة قدم أيرلندي.[2]

### ديسمبر
- 5 ديسمبر – مايكل باتريك كيلي موسيقي أمريكي.[3]
- 22 ديسمبر – بيتر ماكدونا ملاكم أيرلندي.

## وفيات

### مارس
- 20 مارس – ريجنالد سميث (مواليد 1899) سياسي بريطاني.